# 소행성

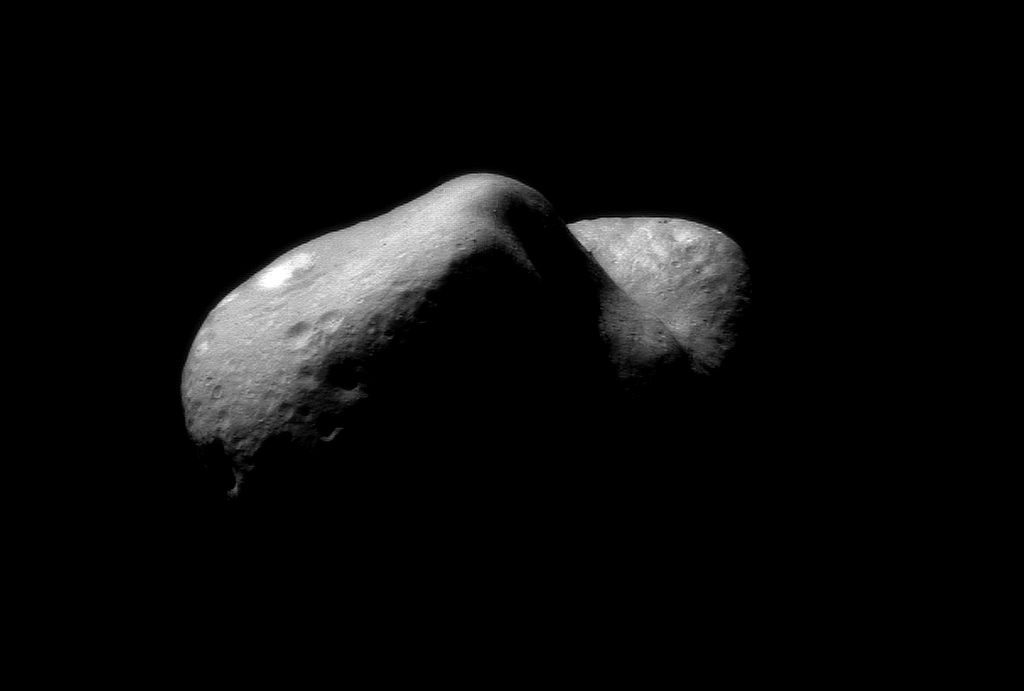
소행성 433 에로스의 사진

소행성(小行星, asteroid)은 목성 궤도 및 그 안쪽에서 태양 주위를 공전하고 있는 행성보다 작은 천체다. 태양계 밖에서도 소행성을 정의할 수는 있으나, 당 분간 발견될 가능성은 거의 없다. 처음으로 발견된 (왜)소행성은 세레스이며, 일부 소행성은 그 자신의 위성을 거느리고 있다. 가스로 된 코마나 꼬리가 없다는 점에서 혜성과 구분되지만, 일부 소행성은 과거에 혜성이었다. 그래서 목성 궤도 밖의 천체를 포함해 소행성체로 구분한다. 10m 이하의 천체는 유성체로 구분한다.

## 분포

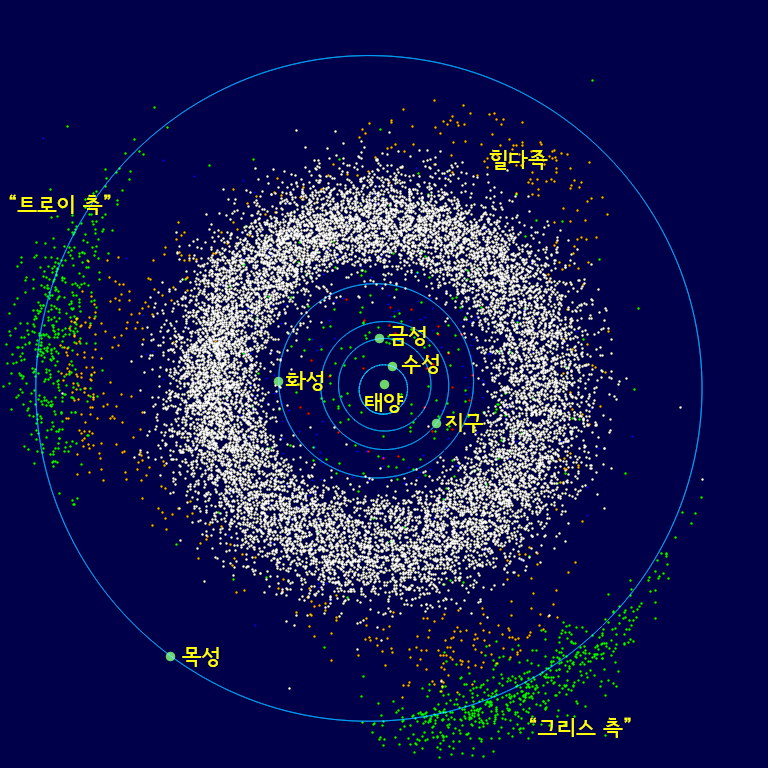
소행성대(흰색)와 목성 트로이군(녹색)에 속하는 소행성들

대부분의 발견된 소행성은 화성과 목성 궤도 사이의 소행성대에 존재한다. 소행성대는 태양으로부터 2.2에서 3.3 AU에 있다. 목성 트로이군으로 불리는 소행성 무리는 목성의 라그랑주점 L4와 L5 주변에 위치한다. 이 영역에서 가장 큰 소행성은 624 헥토르이다. 2005년까지 약 2000개의 소행성이 발견되었으며, 소행성대에 분포하는 소행성 수의 절반 정도가 이곳에 있으리라 보인다.
433 에로스와 같은 근지구 소행성도 있다.

## 분류
색, 반사도, 그리고 스펙트럼형에 따라 C형, S형, M형으로 흔히 구분한다. 약 75%의 소행성은 C형으로, 반사도가 낮아 매우 어두우며, 광물에 의한 강한 흡수선에 보이지 않는다. 나머지 소행성은 대부분은 S형인데, 감람석에 의한 강한 흡수선이 나타난다. M형은 철이나 니켈에서 나타나는 스펙트럼을 보인다. V형은 4 베스타와 일부 소행성에서 나타나는데, S형에 비해 휘석에 의한 강한 흡수선이 보인다.

## 회전
대부분의 소행성은 관성주축 가운데 최단축을 중심으로 자전한다. 이는 최단축을 중심으로 도는 것이 가장 에너지가 낮은 상태이며, 이 상태로 떨어지는 시간이 대체로 짧기 때문이다. 자전 주기는 소행성의 크기에 따라 특징적인 분포를 보여준다. 지름이 200미터보다 큰 것들의 자전 주기는 대부분 2.2 시간보다 짧지 않은데, 이는 이러한 소행성의 내부가 중력으로만 느슨하게 결합되어 있기 때문으로 보인다. 현재까지 단 하나의 예외(2001 OE84)만이 발견되었다. 지름이 200미터보다 작은 것들은 대체로 이러한 한계를 넘어 빠른 속도로 회전하는데, 이는 이들이 약간이나마 인장강도를 갖고 있기 때문이다.

## 발견과 탐사
1801년 주세페 피아치에 의해 세레스가 처음 발견된 이래로, 팔라스, 유노, 베스타가 차례로 발견되었다. 그러나 한동안 소행성의 발견은 중단되었고, 1845년 아스트라이아의 발견 이후 많은 소행성들이 지속적으로 발견되었다. 1923년에는 1000번째, 1990년에는 5000번째 소행성이 발견되었으며, 2013년 1월 30일 기준 35만3926개의 소행성에 공식적으로 숫자가 부여되었다.

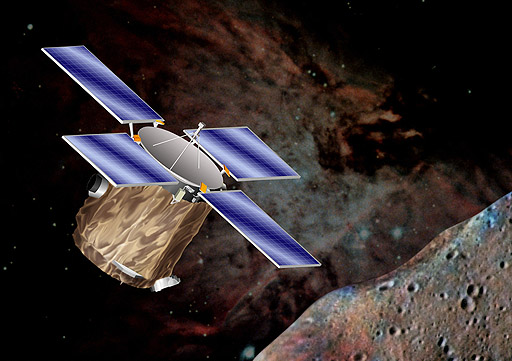
니어 슈메이커는 최초로 소행성 착륙에 성공한다. (상상도)

탐사선이 직접 다가가서 관찰한 소행성도 다수 존재한다. 처음으로 소행성에 접근한 탐사선은 갈릴레오 호로 1991년과 1993년에 각각 951 가스프라와 243 이다를 지나가며 많은 사진을 지구로 전송했다. 이때 소행성의 첫 위성인 다크틸이 발견된다. 니어 슈메이커는 253 마틸다에 접근하는가 하면, 2001년 433 에로스에 착륙하는 데 성공했다. 2005년에는 하야부사 우주선이 25143 이토카와에 착륙하여 표본을 수집했다.

## 이름 짓기 및 번호 붙이기
새로 발견되는 소행성은 그 시기와 순서에 따라 2012 DA14와 같은 임시 이름을 부여받는다. 앞의 2012은 발견된 연도이며, 첫 번째 로마자는 발견된 달을 전반기와 후반기로 구분해서 24개 문자 중 하나로 표시된다. ‘A’는 1월 전기이며, ‘D’는 2월 후기, ‘Y’는 12월 후기이다. 단, 문자 ‘I’는 사용되지 않고 ‘H’에서 ‘J’로 건너뛴다. 뒤에 붙은 문자와 숫자는 해당되는 보름의 기간 안에서 그 소행성이 발견된 순서를 나타낸다. 첫 번째 발견된 소행성은 ‘A’가, 25번째 발견된 소행성에게는 ‘Z’가 붙는다. 이 경우에도 ‘I’는 건너뛴다. 26번째부터는 숫자가 붙기 시작하여, A1, B1, ..., Z1, A2, B2와 같은 순서대로 진행된다. 따라서 앞의 2012 DA14는 2012년 2월 후반기(D)에, 351번째(A14)로 발견되었음을 알 수 있다.
이 후 궤도가 확정된 소행성에게는 고유한 번호와 이름이 조합된 소행성명이 주어지며, 발견자가 원하는 경우 새로운 이름을 붙일 수 있다. 고유 번호는 대개 순서대로 붙지만, 간혹 예외도 존재한다. 위에서 예를 든 2012 DA14는 367943 두엔데라는 정식 명칭이 붙었다. 초기에 발견된 소행성에게는 대부분 새로운 이름을 붙였으나, 발견되는 소행성들의 수가 급격히 늘어남에 따라, 따로 이름을 만들지 않고 임시 이름을 유지하는 경우가 많아졌다. 현재 임시 이름을 유지하고 있는 소행성 중 가장 고유 번호가 낮은 소행성은 (3708) 1974 FV1이다.

## 같이 보기
- 소행성대
- 근지구 천체
- 충돌 사건
- 소행성명
- 소행성체
- 원거리 소행성체
- 목성
- 화성

## 목록 문서
- 소행성 목록
- 사람의 이름을 딴 소행성 목록
- 장소의 이름을 딴 소행성 목록
- 신화와 관련 있는 소행성 목록
- 한국과 관련 있는 소행성 목록